# Will Hardy
Pour les articles homonymes, voir William Hardy et Hardy.
William Culvahouse Hardy dit Will Hardy, né en 1988 à Richmond en Virginie, est un entraîneur américain de basket-ball. Il est actuellement l'entraîneur du Jazz de l'Utah au sein de la National Basketball Association (NBA).

## Biographie
Will Hardy arrive en 2010 aux Spurs de San Antonio en tant que stagiaire puis coordinateur vidéo, c'est cinq années plus tard qu'il intègre le staff de Gregg Popovich en tant qu'assistant. Il rejoint ensuite le staff d'Ime Udoka aux Celtics de Boston.
Fin juin 2022, il devient le nouvel entraîneur principal du Jazz de l'Utah à l'âge de 34 ans.

## Statistiques
| Participation en playoffs |

| Équipe | Année     | Saison régulière | Saison régulière | Saison régulière | Saison régulière | Saison régulière          | Playoffs | Playoffs  | Playoffs | Playoffs | Playoffs        |
| Équipe | Année     | Matchs           | Victoires        | Défaites         | %                | Classement                | Matchs   | Victoires | Défaites | %        | Résultat        |
| ------ | --------- | ---------------- | ---------------- | ---------------- | ---------------- | ------------------------- | -------- | --------- | -------- | -------- | --------------- |
| Utah   | 2022-2023 | 82               | 37               | 45               | 45,1             | 4e en division Nord-Ouest | -        | -         | -        | -        | Pas de playoffs |
| Utah   | 2023-2024 | 82               | 31               | 51               | 37,8             | 4e en division Nord-Ouest | -        | -         | -        | -        | Pas de playoffs |
| Utah   | 2024-2025 | -                | -                | -                | -                | -                         | -        | -         | -        | -        | -               |
| Total  | Total     | 164              | 68               | 96               | 41,5             |                           | -        | -         | -        | -        |                 |